# Aszaga-Stał-Kazmalar
Aszaga-Stał-Kazmalar (ros. Ашага-Стал-Казмаляр) – wieś w Rosji, w Dagestanie, w rejonie sulejman-stalskim. W 2010 liczyła 2978 mieszkańców, głównie Lezginów.